# Hospital San Vicente de Paul (Orán)
El Hospital San Vicente de Paul es un hospital público regional que funciona desde 1980 en la ciudad de San Ramón de la Nueva Orán, al norte de la provincia de Salta, en la Argentina. Resultado de un concurso de proyectos realizado por al Gobierno Nacional en 1969, atiende las necesidades de la segunda ciudad más grande de la provincia y de las áreas rurales cercanas.

## Historia
A mediados del siglo XX Orán era por esa época un área de importancia agrícola donde las principales explotaciones eran los frutales y la caña de azúcar. La necesidad de mano de obra en las zafras y cosechas hacía confluir una gran cantidad de población peregrina, de bajísimos recursos, y la zona padecía de algunas enfermedades endémicas de tipo tropical. Además, se agregaban como complicaciones el clima extremo tropical y la actividad sísmica de la zona. En 1945 se inauguró una posta sanitaria transformándose en el viejo hospital en 1954. quince años después la Secretaría de Obras y Servicios Públicos de la Provincia de Salta organizó junto a la Sociedad Central de Arquitectos un concurso de proyectos para construir un hospital regional en la ciudad de San Ramón de la Nueva Orán, en uno de los extremos del país, lindante con la frontera con Bolivia y en el corazón del Noroeste Argentino. El programa de este hospital debía responder fundamentalmente a la atención de pacientes ambulatorios, la asistencia de la población rural y las campañas de prevención e instrucción sanitaria.
De entre las propuestas presentadas por arquitectos de todo el país, se eligió la del estudio Llauró-Urgell y Asociados, mientras el segundo premio fue para el consagrado Clorindo Testa. Se pensó en una construcción por etapas, comenzando por la Administración, Servicios Técnicos, Consultorios Externos, Servicios de Diagnóstico y Tratamiento, Internación, Emergencias, Servicios Generales, las Viviendas, la plaza y la parquización; siguiendo con las clínicas quirúrgica y médica; y como etapa de cierre los servicios de Tisiología, Psiquiatría y Autocuidado. La obra comenzó en 1972, a cargo de la contratista Caminos S.A., y avanzó durante la siguiente década a pesar de la inestabilidad política y económica. El 29 de abril de 1980 era inaugurado definitivamente el Hospital San Vicente de Paul.

### Actualidad
El Hospital brinda cobertura a 250.000 personas que provienen de la ciudad de Orán y de poblaciones cercanas: Hipólito Irigoyen; Pichanal, Colonia Santa Rosa; Urendel, Embarcación; Aguas Blancas (límite con el país hermano de Bolivia). Dada la complejidad del Hospital son derivados pacientes de regiones alejadas como la zona de cerros, Isla Cañas, San Andrés, Los Blanquitos, Los Toldos. Asimismo se atiende a población Boliviana.
El hospital San Vicente de Paul brinda atención en Consultorio Externo (consulta Médico-paciente) a diario a 300 pacientes. Por la Guardia del nosocomio se atienden a 250 pacientes por día, los que reciben la medicación correspondiente en el caso de existencia de la misma. La medicación es una grave problemática para los usuarios, carentes totales de recursos, porque solo se da para emergencia y no para completar tratamientos.
Para el 30.º Aniversario del hospital, fue inaugurado en un terreno cercano el Laboratorio de Enfermedades Tropicales, especializado en capacitar para la investigación de las enfermedades tropicales: fiebre amarilla, dengue, hantavirus, leishmaniasis y parasitosis. Entre 2011 y 2012 el personal del hospital entró en sucesivos paros, denunciando la falta de presupuesto para un servicio desbordado por la explosión demográfica que ha vivido la región en los últimos años. Un punto fuerte de reclamo fue el exceso de demanda eléctrica que causaba un funcionamiento ineficiente de los servicios de aire acondicionado. Aunque se habían donado nuevos equipos, la deficiente instalación eléctrica colapsada hacía imposible su instalación. En julio de 2012 el hospital recibió un nuevo grupo electrógeno, que cuadriplica la capacidad del anterior.

## “Arquitectura de sistemas”

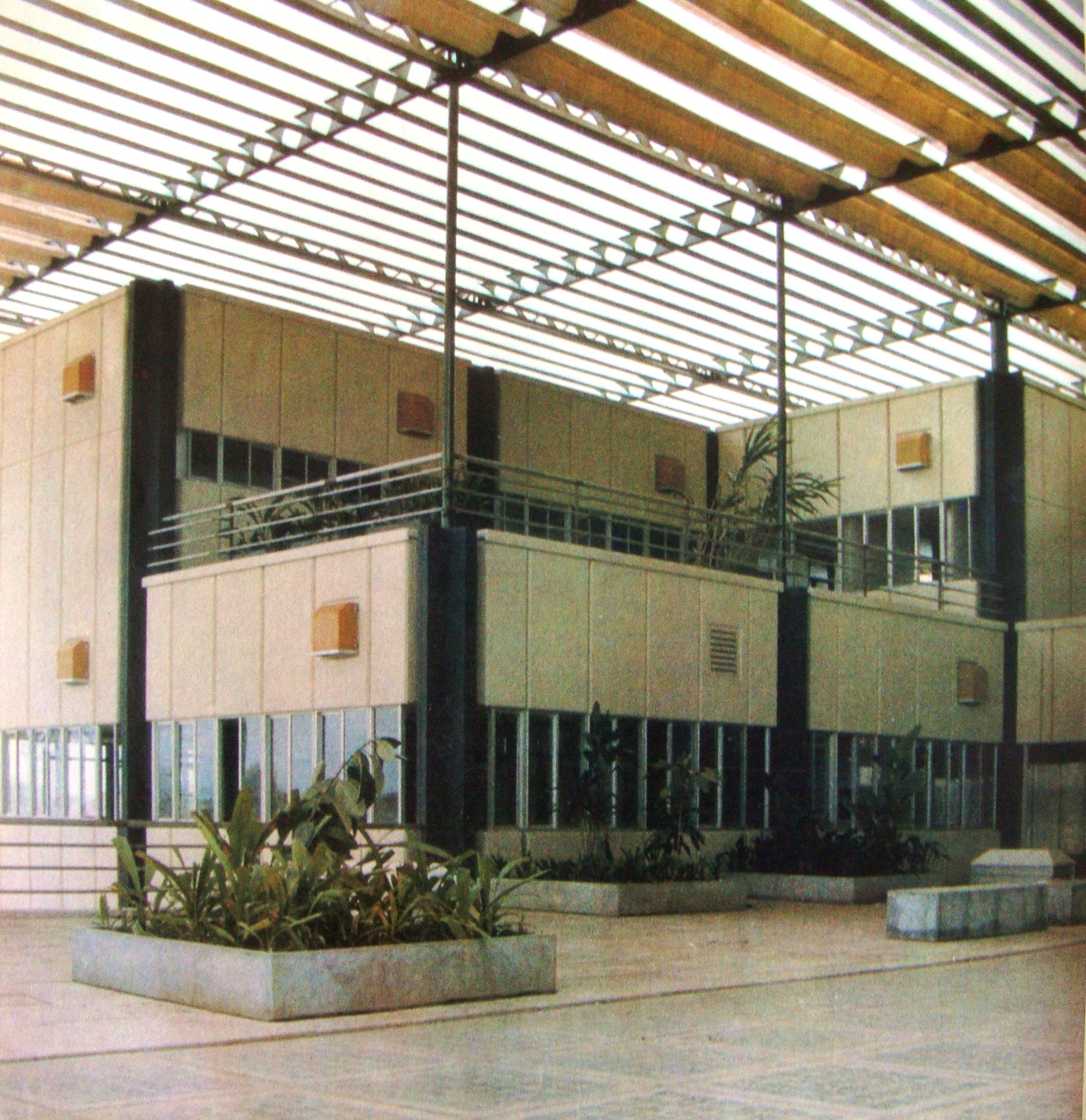
Un doble techo de hierro y aluminio apacigua los efectos extremos del sol salteño.

Los arquitectos presentaron una innovadora propuesta, racionalizada y muy flexible, ya que para diseñar el edificio utilizaron ladrillos de juguete Rasti (un popular juego infantil argentino) a modo de piezas para armar y organizar los sectores del hospital y sus conexiones. Según los autores “los planos de obra perdieron su característica habitual de cotas y especificaciones para transformarse en un diagrama de referencia con diversas nomenclaturas, correspondientes a los diferentes elementos que constituían los sistemas constructivos y de equipo.”
Conceptualmente la arquitectura utilizada se basa en "áreas funcionales" compuestas por módulos y ceñidas por entrepisos técnicos. Estas áreas, indiferenciadas en su estilo arquitectónico y con posibilidad de crecer con independencia mediante al adicionado de módulos, se organizan y adquieren su sentido mediante dos elementos: el vestíbulo de entrada y el gran techo de sombra. Este último es un gigantesco doble techo de 10.000 m² cumple la función de generar un microclima que, bajando el consumo de energía, permite lograr el confort técnico adecuado y, al mismo tiempo, unifica arquitectónicamente el sistema agregativo de módulos.
El edificio fue proyectado con tres plantas y dos pequeños subsuelos, incluyendo un conjunto de viviendas en un sector adyacente sobre la calle Alvear y una plaza pública dando al acceso principal. La estructura del edificio fue resuelta con un sistema mixto de piezas de hormigón armado, algunas premoldeadas y otras realizadas “in situ”. Sobre un módulo básico de 56x56 cm., se colocaron las columnas cada 6,72 metros, y con vigas premoldeadas y perforadas para el paso de instalaciones se generó un “pleno” técnico de 1,50 m de altura, cerrado con losetas de hormigón premoldeado colocadas en un casetonado también premoldeado. En cuanto a los cerramientos, también se resolvieron con piezas premoldeadas de hormigón, mientras los tabiques interiores se realizaron en formica con parantes de aluminio.
El gran techo de sombra fue ejecutado en hierro con alerones de aluminio y poliéster reforzado. Todo el edificio fue pensado además con sistemas de aire acondicionado, exceptuando los servicios generales que ventilan naturalmente. Además, sistemas de provisión de oxígeno, vacío y gas, todas ubicadas en el entrepiso técnico antes mencionado.